# Vaush
Ian Anthony Kochinski (Los Ángeles, 14 de febrero de 1994), mejor conocido como Vaush ( /vɑːʃ/ vawsh), es un YouTuber, y en el pasado streamer de Twitch, estadounidense de tendencia izquierdista.Su contenido trata sobre política y actualidad desde una perspectiva socialista libertaria. Ha participado en numerosos debates.